# 4271 Novosibirsk
4271 Novosibirsk (1976 GQ6) là một tiểu hành tinh vành đai chính được phát hiện ngày 3 tháng 4 năm 1976 bởi N. S. Chernykh ở Nauchnyj.